# Legazpi (Albay)
Legazpi è una città componente delle Filippine, capoluogo della Provincia di Albay, nella Regione del Bicol.
Legazpi è formata da 70 baranggay:
- Arimbay
- Bagacay
- Bagong Abre
- Bagumbayan
- Bañadero Pob.
- Baño
- Banquerohan
- Bariis
- Bigaa
- Binanuahan East
- Binanuahan West
- Bitano
- Bogña
- Bogtong
- Bonot
- Buenavista
- Buraguis
- Buyuan
- Cabagñan
- Cabagñan East
- Cabagñan West
- Cabugao
- Cagbacong
- Centro-Baybay
- Cruzada
- Dap-dap
- Dinagaan
- Dita
- EM's Barrio
- EM's Barrio East
- EM's Barrio South
- Estanza
- Gogon
- Homapon
- Ilawod West
- Ilawod

- Ilawod East
- Imalnod
- Imperial Court Subd
- Kapantawan
- Kawit-East Washington Drive
- Lamba
- Lapu-lapu
- Mabinit
- Maoyod Pob.
- Mariawa
- Maslog
- Matanag
- Oro Site-Magallanes St.
- Padang
- Pawa
- Pigcale
- Pinaric
- PNR-Peñaranda St.-Iraya
- Puro
- Rawis
- Rizal Street
- Rizal Sreet., Ilawod
- Sabang
- Sagmin Pob.
- Sagpon Pob.
- San Francisco
- San Joaquin
- San Roque
- Tamaoyan
- Taysan
- Tinago
- Tula-tula
- Victory Village North
- Victory Village South